# Bogusław Koryciński
Bogusław Koryciński z Pilczy herbu Topór – stolnik krakowski od 1658 roku, (zrezygnował przed 6 grudnia 1671 roku).
Poseł na pierwszy sejm nadzwyczajny 1668 roku z nieznanego sejmiku.